# Parabola GNU/Linux-libre
Parabola GNU/Linux-libre — свободная операционная система для архитектур i686, x86-64 и ARMv7. Она основана на многих пакетах от Arch Linux и Arch Linux ARM, но отличается от первого, предлагая только свободное программное обеспечение. Parabola включает компоненты операционной системы GNU, общие для многих дистрибутивов Linux, и ядро Linux-libre вместо общего ядра Linux. Она указана Фондом свободного программного обеспечения, как совершенно свободная операционная система, соответствующая их Правилам свободного распространения системы.

## История
Первоначально Parabola была предложена членами канала IRN gNewSense в 2009 году. Члены различных сообществ Arch Linux, особенно испаноязычных, начали разработку и сопровождение программного обеспечения и документации по проекту.
20 мая 2011 года дистрибутив Parabola был признан полностью свободным проектом GNU, сделав его частью списка свободных дистрибутивов FSF.
В феврале 2012 года Дмитрий Царкофф рассмотрел Parabola для OSNews. Дмитрий Царкофф сообщил, что на его тестовом компьютере появилось несколько аппаратных проблем из-за отсутствия свободной прошивки. Он заявил: «Это точно означает, что многие устройства не поддерживаются в Parabola. Например, после установки на моем нетбуке Acer Aspire One 531h, я не мог использовать мой модуль Bluetooth Broadcom и адаптер Wi-Fi/WiMax Link 5150: «Я всё ещё мог использовать мой HTC Magic с пользовательским Gingerbread ROM в качестве модема USB 3G/WiFi, хотя наличие чего-то всегда подключенного к USB-порту довольно раздражает на ноутбуке и, в частности, на нетбуке». Царкофф также критиковал отсутствие документации, доступной для Parabola. Он пришел к выводу: «Общее впечатление от пользователя Parabola GNU/Linux в точности соответствует той, что написано в Arch Linux: «Система с лёгким и гибким процессом установки и настройки и хороший выбор свободных программных пакетов. Хотя отсутствие документации портит пользовательский интерфейс. Ресурсы Arch Linux можно использовать для дальнейшей настройки и расширения дистрибутива. Если бы мое оборудование позволяло, я бы, вероятно, не критиковал Parabola».
У Parabola раньше была поддержка порта mips64el, чтобы обеспечить поддержку китайского процессора Loongson, используемого в ноутбуке Lemote Yeeloong. Она был прекращена из-за нехватки ресурсов и интереса, и окончательное прекращение поддержки была замечена в июле 2014 года.
Роберт Рийкхофф рассмотрел Parabola GNU/Linux-libre для DistroWatch Weekly.

## Отличия от Arch Linux и Arch Linux ARM

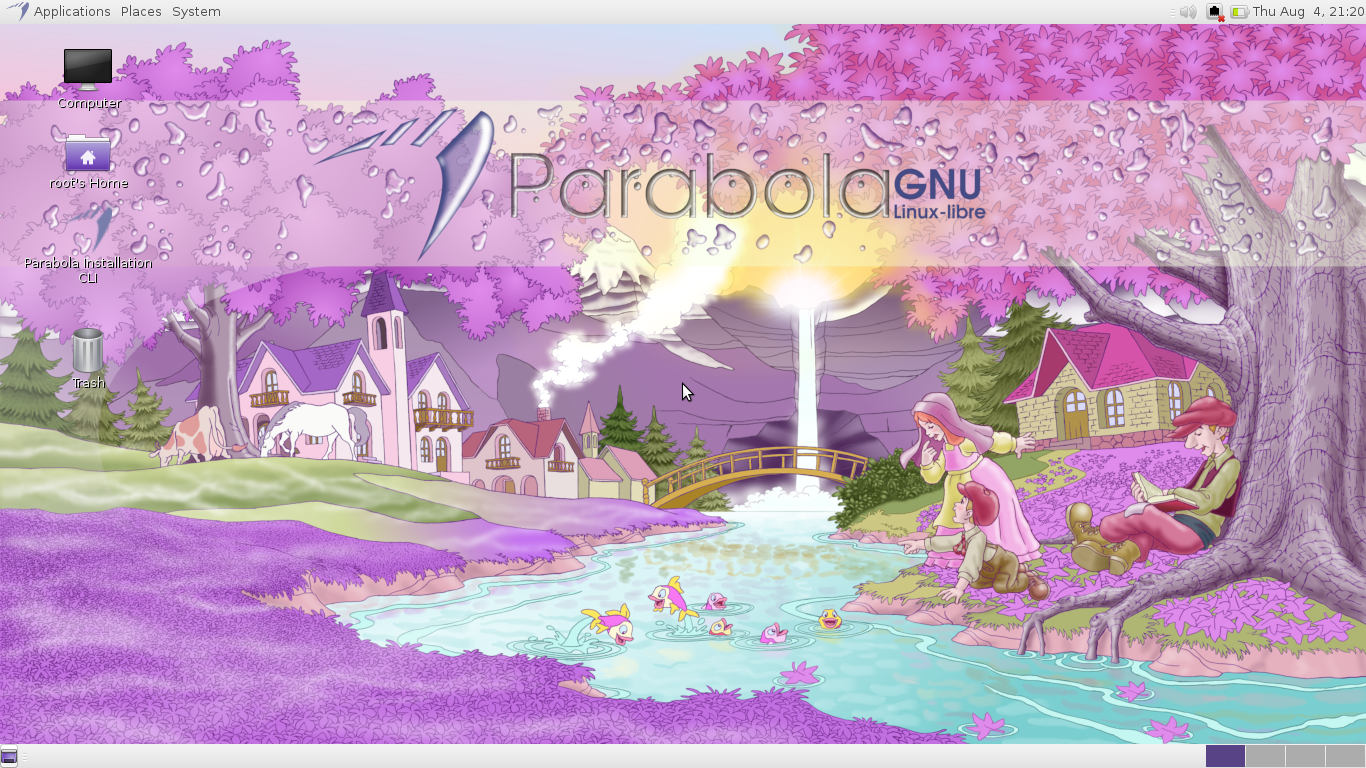
Parabola GNU/Linux-libre с графической оболочкой MATE.

Операционная система использует только 100% свободное программное обеспечение из официальных хранилищ Arch Linux для архитектур i686, x86-64, и официальных репозиториев Arch Linux ARM (кроме «alarm» и «aur») для архитектуры ARMv7. Она использует свободные замены, когда это возможно, например, ядро Linux-libre вместо общего ядра Linux.
Процесс фильтрации удаляет около 700 программных пакетов из репозиториев, которые не соответствуют требованиям определениям свободного программного обеспечения для каждой архитектуры.

## Установка
Существует два способа установить Parabola, либо с нуля, используя устанавливаемые ISO-образы, либо путём перехода из существующей системы на операционную систему, которая основывается на Arch Linux.

## TalkingParabola
TalkingParabola — это производный установочный компакт-диск на основе TalkingArch. Это респиратор модифицированного Parabola ISO, чтобы включить речь или лупу для пользователей с ограниченными возможностями.
TalkingParabola сохраняет все функции изображения Parabola, но добавляет речевые и Брайлевские пакеты, чтобы позволить пользователям с ограниченными возможностями устанавливать Parabola.